# Флаг Сен-Мартена
Флаг Сен-Мартена — неофициальный флаг зависимой территории Франции, расположенной в Карибском море. 
Официальным флагом является флаг Франции.
Неофициальный флаг используется для того, чтобы подчеркнуть различия между островом и Гваделупой, которой он подчиняется.

Флаг представляет собой белое полотнище с гербом Сен-Мартена по центру.

Вторая версия неофициального флага